# Robert Keil (Jurist)
Robert Keil (* 22. August 1826 in Weimar; † 1. März 1894 ebenda) war ein deutscher Jurist und Schriftsteller.

## Leben
Keil ging auf das Gymnasium in Weimar und studierte von 1845 bis 1849 Rechtswissenschaften in Jena. Während seines Studiums wurde er 1845 Mitglied der burschenschaftlichen Verbindung auf dem Burgkeller. Gemeinsam mit seinem Bruder Richard (1828–1880) war er ein führendes Mitglied des Jenaer Progresses. 1848 führte er den kurzlebigen Allgemeinen Studentenverein an. 1851 wurde er zum Dr. phil. promoviert. Er wurde Rechtsanwalt in Weimar.
Er war Geschichtsschreiber der Jenaischen Burschenschaft, betätigte sich als Goetheforscher und verfasste Studentenlieder – Es saßen beim schäumenden, funkelnden Wein (1848), Wohl ist schon manches Lied erklungen (um 1860). Er setzte sich für die Errichtung des Burschenschaftsdenkmals von Adolf von Donndorf ein.
Er war Ehrenmitglied des Lese-Vereins der deutschen Studenten Wiens.
Er veröffentlichte zahlreiche Werke und lieferte Beiträge für die Zeitschrift Die Gartenlaube.

## Veröffentlichungen (Auswahl)
- Geschichte des jenaischen Studentenlebens von 1548–1858. Leipzig 1858. (gemeinsam mit Richard Keil)
- Ernst Moritz Arndt. Lahr 1861. (gemeinsam mit Hermann Rehbein)
- Die Gründung der deutschen Burschenschaft in Jena. Jena 1865. (gemeinsam mit Richard Keil)
- Die burschenschaftlichen Wartburgfeste von 1817–1867: Erinnerungsblätter. Jena 1868. (gemeinsam mit Richard Keil)
- Wiener Freunde 1784 bis 1808: Beiträge zur Jugendgeschichte der deutsch-österreichischen Literatur. Wien 1883.
- Im Feenreiche, neue Märchen und Erzählungen für die liebe Jugend. Reutlingen 1887.
- Die Pulvermine im Blockhaus. Eine Erzählung aus dem Indianerleben. Mülheim a. d. Ruhr 1890.
- Die Tochter des Sklavenhalters. Mülheim a. d. Ruhr 1891.
- Ein Goethe-Strauß. Jugend-Gedichte Goethe's nach seiner Handschrift von 1788 biographisch erläutert. Stuttgart 1891.
- Die deutschen Stammbücher des 16.–19. Jahrhunderts. Berlin 1893.
- Der Bagnosträfling oder Unschuldig verurteilt. Mülheim a. d. Ruhr 1902. (posthum)
- Die Braut des Goldgräbers. Eine Erzählung aus dem Goldgräberleben Kaliforniens. Mülheim a. d. Ruhr 1905. (posthum)
- Aus dem Märchenlande. Mülheim a. d. Ruhr 1908. (posthum)